# Sun-Murin
Der Sun-Murin (russisch Зун-Мурин) ist ein 167 km langer rechter Nebenfluss des Irkut in der Republik Burjatien im asiatischen Teil Russlands.

## Verlauf
Der Sun-Murin entspringt im Westen des Chamar-Daban-Gebirges nahe der Grenze zur Mongolei auf einer Höhe von etwa 2150 m. Er fließt anfangs etwa 27 km in nordöstlicher Richtung durch das Gebirge. Anschließend durchschneidet er das Gebirge mit zahlreichen Flussschleifen. Bei Flusskilometer 77 trifft die Charbarta von Süden kommend auf den Sun-Murin. Dieser wendet sich in der Folge nach Norden und durchschneidet mehrere Gebirgskämme. Bei Flusskilometer 8 trifft noch als größerer Nebenfluss der Margassan von rechts auf den Sun-Murin. Der Sun-Murin erreicht das Tunkabecken, eine Niederung zwischen dem Ostsajan im Norden und dem Chamar-Daban im Süden, die vom Irkut in östlicher Richtung durchflossen wird. 7 Kilometer oberhalb der Mündung kreuzt die Fernstraße R333 den Flusslauf. Dort befindet sich die Ortschaft Sun-Murino. Der Sun-Murin spaltet sich anschließend in zwei Flussarme auf, die in den Irkut münden.

## Hydrologie und Einzugsgebiet
Der Sun-Murin entwässert ein 4160 km² großes Areal. Der Fluss friert in der Regel von Ende Oktober bzw. Mitte November bis Ende April bzw. Anfang Mai zu. Der mittlere Abfluss am Abflusspegel bei Flusskilometer 7 beträgt 49 m³/s. Zwischen Mai und September führt der Sun-Murin im Mittel 80 m³/s oder mehr. Im Juli und August liegt der Wert bei 141 bzw. 128 m³/s.